# Tutrakan
Tutrakan (búlgaro: Тутракан), anteriormente chamada Tatrake ou Totorkan, é uma cidade do nordeste da Bulgária, sita nas margens do rio Danúbio. Nos tempos romanos foi um campo fortificado denominado Transmarisca (literalmente do outro lado do Marisca), referência ao rio Marisca que atravéssa de oeste para leste aquela região búlgara.

## População
| Tutrakan | Tutrakan | Tutrakan | Tutrakan | Tutrakan | Tutrakan | Tutrakan | Tutrakan | Tutrakan | Tutrakan | Tutrakan | Tutrakan | Tutrakan | Tutrakan | Tutrakan | Tutrakan | Tutrakan | Tutrakan | Tutrakan | Tutrakan |
| --- | -------- | -------- | -------- | -------- | -------- | -------- | -------- | -------- | -------- | -------- | -------- | -------- | -------- | -------- | -------- | -------- | -------- | -------- | -------- |
| Ano | 1887     | 1910     | 1934     | 1946     | 1956     | 1965     | 1975     | 1985     | 1992     | 2001     | 2002     | 2003     | 2004     | 2005     | 2006     | 2007     | 2008     | 2009     | 2010     |
| População |          |          |          | 7,183    | 9,592    | 9,926    | 11,425   | 12,119   | 11,573   | 10,369   | 10,322   | 10,225   | 10,062   | 9,884    | 9,713    | 9,711    | 9,588    | 9,523    | 9,476    |
| Fontes: Instituto Nacional de Estatísticas, „citypopulation.de“, „pop-stat.mashke.org“, Bulgarian Academy of Sciences |          |          |          |          |          |          |          |          |          |          |          |          |          |          |          |          |          |          |          |